# Heilig Bloed (Suske en Wiske)
Heilig Bloed is een stripverhaal uit de reeks van Suske en Wiske, geschreven door Marc Verhaegen. Het werd gepubliceerd in De Standaard en Het Nieuwsblad van 21 november 2001 tot en met 11 maart 2002. De eerste albumuitgave was op 7 juli 2002. Het verhaal kreeg nummer 275 in de Vierkleurenreeks.
Heilig Bloed is het tweede deel in een trilogie. Het verhaal bouwt voort op de gebeurtenissen in De fleurige Floriade. Het slotdeel van de trilogie is In de ban van de Milt.

## Locaties
Het verhaal speelt zich geheel af in Brugge, op de volgende locaties:
- het Minnewater (in het Minnewaterpark)
- het begijnhof Ten Wijngaerde
- gedurende Heilig Bloedprocessie
- Basiliek van het Heilig bloed
- Raoul Lambert hotel
- de Jeruzalemkerk
- de Grote Markt
- het belfort
- de Poortersloge

## Personages
- Suske, Wiske, tante Sidonia, mini-Lambik[1], broeder Jerom, Herr Frick Adel (scheikundige) en zijn assistent Udo Ludo II[2], Odfella (zuster van de Basiliusorde) en andere broeders en zusters, adder Seth[3], Julia, Kalasj Nikov[4] (mysterieuze man met blond haar), arts en verpleegsters.

## Het verhaal
Lambik, die in het vorige verhaal is verkleind, zit opgesloten in een vogelkooi. Professor Barabas is op reis, zodat de vrienden het sprietatoomkanon nu niet kunnen gebruiken. Als tante Sidonia met de kooi gaat wandelen, wordt ze overvallen en twee mannen gaan er met de kooi en Lambik vandoor. Jerom kan de mannen niet tegenhouden en ontmoet dan een vrouw die zich voorstelt als Odfella. Ze vertelt dat haar orde al heel lang op de komst van Jerom heeft gewacht, de orde aanbidt “de vier ruggenwervels van de Heilige Basilius”. Een andere relikwie moet vernietigd worden. Voordat Odfella kan vertellen waarom het gaat, komen Suske en Wiske eraan en de vrouw verdwijnt. Suske hoort dat Jerom telefonisch afspreekt ’s avonds bij het Minnewater te verschijnen en de vrienden zijn verbaasd als hij vertelt geen tijd te hebben om Lambik te zoeken. Lambik herkent zijn ontvoerders, ze hebben hem al eens in een aap veranderd, maar het blijkt nu om Udo Ludo II te gaan. Herr Adel vertelt dat Udo Ludo I onbetrouwbaar bleek te zijn en hij heeft een nieuwe gemaakt. De adder Seth zorgt ervoor dat de wagen van de boeven tegen een boom rijdt en hij belooft Lambik veel rijkdom als hij met de boeven meewerkt. Seth zegt nog dat hij zijn leven heeft gebeterd, maar Lambik gelooft hem niet en wil niet helpen.
Tante Sidonia gaat met Suske en Wiske naar Brugge. Het is Hemelvaartsdag en ze maken een rondrit met een koets, als ze de Heilige Bloedprocessie zien. De koetsier vertelt dat Diederik van de Elzas de relikwie met het Heilig Bloed meebracht uit het Heilig Land in 1149. Al in de dertiende eeuw waren er ommegangen en er werd dan feestgevierd. De vrienden zien de Heilige Maagd, patrones van de stad Brugge, en een engel drijft Adam en Eva uit het paradijs. Ook zien ze de Booggilde van Sint-Sebastiaan en Jezus met zijn kruis, op weg naar de Golgothaheuvel, Simon en Veronika zijn bij hem. Als de Schrijn met het Heilig Bloed nadert herkent Suske Herr Frick Adel en Udo Ludo. De boeven stelen de Schrijn, maar een mysterieuze man laat hen dan zweven en bezorgt de Schrijn terug aan de geestelijken. De vrienden nemen een hotel en bespreken de situatie, ’s nachts gaan ze naar het Minnewater en zien Jerom met de mysterieuze vrouw. Suske en Wiske volgen het duo en komen in het Minnewater, ze zien veel symbolen op de muren en komen in een kamer waar Jerom tot broeder wordt benoemd. De kinderen willen Jerom tegenhouden, dit lukt niet en de kinderen moeten via het riool vluchten. Tante Sidonia ziet Seth en hoort dat er opnieuw een poging tot diefstal van het Heilig Bloed zal plaatsvinden in de Heilige Bloedkapel. Als ze de slang wil pakken wordt ze gebeten en aangereden door een auto.
De kleine Lambik hoort de plannen van Herr Frick en weigert mee te werken, maar hij krijgt een middel ingespoten en gaat willoos de Heilige Bloedkapel binnen. De mysterieuze blonde man probeert opnieuw de diefstal te voorkomen en vecht met Udo Ludo II en als Lambik de koker met het Heilig Bloed aan Herr Frick bezorgt vertelt deze dat hij de zoektocht naar de perfecte mens, in navolging van zijn vader, wil voortzetten. De adder Seth bijt Herr Frick en deze laat de koker los, Lambik geeft de koker aan Seth en ze gaan er samen vandoor. De mysterieuze man verdwijnt en Udo Ludo II vindt zijn maker bewusteloos en brengt hem naar het ziekenhuis. Suske en Wiske komen via de ondergrondse gewelven bij een kamer terecht en zien een raadsel uitgebeeld in steen. Wiske gooit een steen op de duivel en de zoldering stort in, Suske kan de engel nog indrukken waarna de vloer openschuift. Suske drukt het beeld van de ridder nog in en de vloer stopt, de kinderen komen in de Jeruzalemkerk en horen dat ze het Heilig Bloed in handen moeten krijgen en de man met het blonde haar moeten helpen. Als ze de kerk verlaten blijkt de man met het blonde haar zich in het grafmonument verborgen te hebben, hij heeft de opdracht gegeven. Als Lambik erachter komt dat Seth het Heilig Bloed wil drinken voorkomt hij dit, het kokertje komt in het water terecht en drijft richting de binnenstad.
Jerom komt met Odfella in de Jeruzalemkerk en vindt een sigarettenpeuk van een Roemeens merk. Odfella vertelt hem dat het Heilig Bloed in gevaar is en de relikwie van de Barbaarse Milt, die de wrede graaf Kalasj Nikov al eeuwen in leven houdt, moet vernietigd worden. Kalasj Nikov, die woont in de Transsylvaanse Alpen in Roemenië, is al 314 jaar oud en wil het eeuwige leven verwerven. Jerom belooft Odfella te helpen en na een kus is hij hevig verliefd op haar. Udo Ludo wil het Heilig Bloed verkopen voor veel geld en snapt niet waarom Herr Frick het wil gebruiken om experimenten uit te voeren. Udo Ludo II vist toevallig het Heilig Bloed uit het water, maar Suske en Wiske zien hem en de relikwie komt bij mini-Lambik terecht. Dan begint het ding te zweven en Lambik vliegt mee naar de belforttoren aan de Grote Markt. Tante Sidonia ziet Herr Frick in het ziekenhuis, ze hebben beiden een beet van Seth opgelopen, en er ontstaat een gevecht. Lambik komt met het Heilig Bloed bij Kalasj Nikov terecht in de toren van het belfort en de graaf gooit hem uit de toren. Wiske kan Lambik opvangen. Lambik wil dat de kinderen Kalasj Nikov achtervolgen, maar ze vertellen dat het een engel is en weigeren. Ze vertellen Lambik dat Jerom is gehersenspoeld door een sekte.
Jerom ziet Herr Frick en Udo Ludo II en er volgt een gevecht, waarin Jerom Udo Ludo II kan vernietigen waarna hij het hoopje schroot met zijn maker terugbrengt naar het politiebureau. Seth hypnotiseert een vogel en vliegt met de vogel op zoek naar de relikwie. Kalasj Nikov merkt dat de kracht van de Barbaarse Milt praktisch is uitgewerkt. Hij wil van het Heilig Bloed drinken, maar dan pakt Seth dit met zijn vogel af. Tante Sidonia vangt de vogel met Seth bij de Poortersloge en Jerom krijgt het Heilig Bloed te pakken. Suske en Wiske pakken de relikwie af en willen het zo snel mogelijk naar de engel brengen. Kalasj Nikov is al aan het verschrompelen en hij drinkt van het Heilig Bloed. De kinderen hebben nu eindelijk door dat het geen engel is en zien de graaf veranderen in een vleermuis. Dan arriveert Odfella, ze vertelt dat de graaf niet het echte Heilig Bloed heeft gedronken. Het was een mengsel van wijnazijn en pekel, het Edele Confrérie van het Heilig Bloed heeft de ware relikwie vervangen na het incident tijdens de Heilige Bloedprocessie. Lambik is blij dat ze gewonnen hebben van Herr Frick Adel, Udo Ludo II en graaf Kalasj Nikov, maar vraagt zich af waar Seth is gebleven.

## Achtergronden bij het verhaal

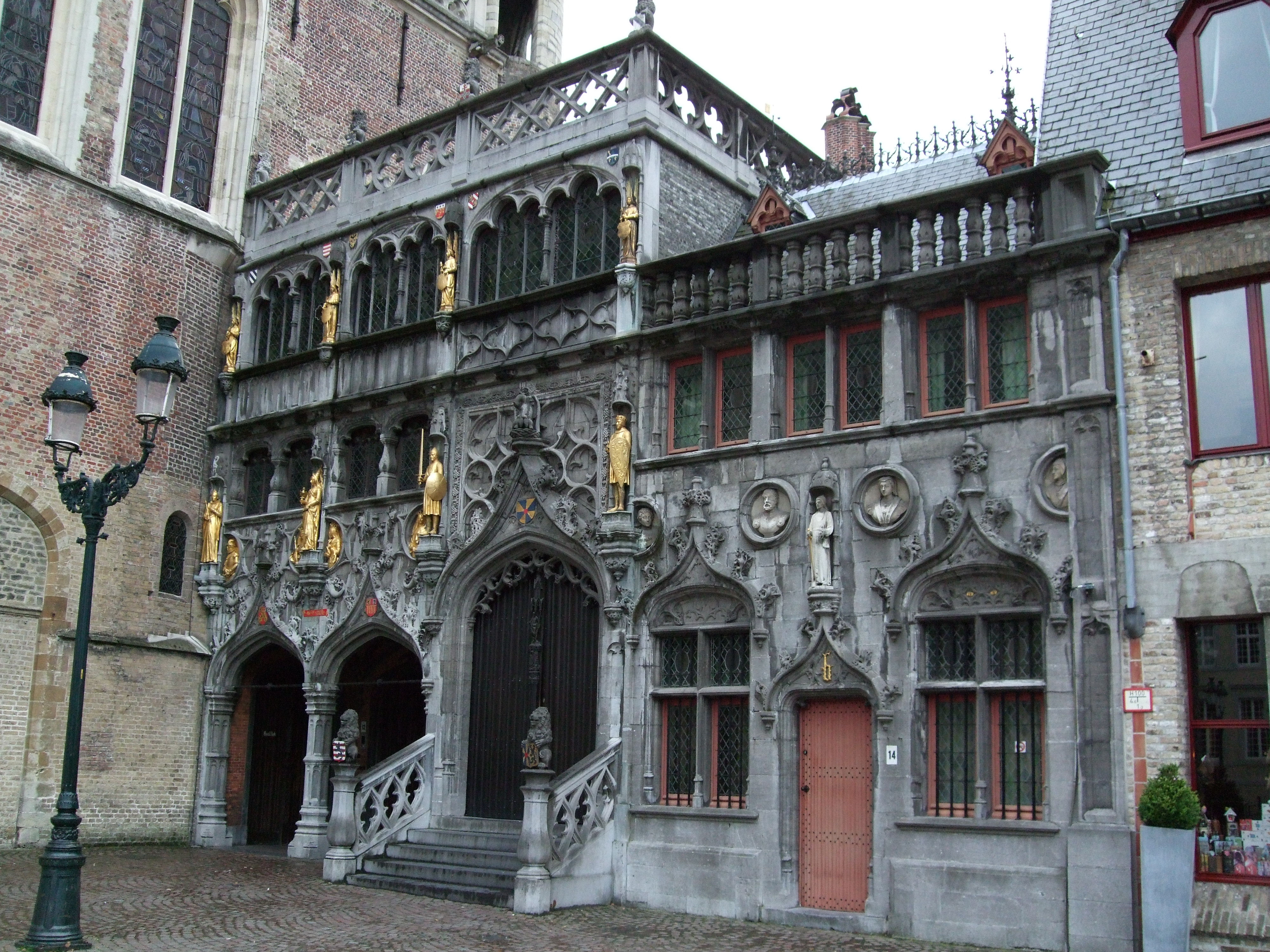
De Heilig Bloedbasiliek

- Odfella is een zuster van de Basiliusorde, de benedenkapel van de Heilige Bloedkapel is gewijd aan de Heilige Basilius. Zie ook Independent Order of Odd Fellows.
- Er worden inderdaad vier ruggenwervels van Basilius de Grote als relikwie bewaard in Brugge, namelijk drie in de Sint-Salvatorskathedraal en een in de Heilige Bloedbasiliek.
- Als voorbereiding op het maken van het verhaal kreeg Marc Verhaegen een rondleiding in Brugge van schrijver Johan Ballegeer.[8]
- Dit is het eerste verhaal waarin Brugge een belangrijke rol speelt sinds De Tartaarse helm, een verhaal dat Willy Vandersteen in 1951-52 maakte voor Kuifje[9]. In 2002 werd Brugge Europese Culturele Hoofdstad. Hoewel niet in opdracht, zette dit Marc Verhaegen ertoe aan om het verhaal in Brugge te situeren.[8]